# Guns Akimbo
Pour plus de détails, voir Fiche technique et Distribution.
Guns Akimbo (ou Armes aux poings au Québec) est un film d'action germano-britannico-néo-zélandais écrit et réalisé par Jason Lei Howden, sorti en 2019.

## Synopsis
Dans une réalité alternative pas très éloignée de la nôtre, une émission clandestine hyper-violente, Skizm, cartonne sur le dark web. Retransmise en direct, elle consiste à montrer en live un jeu mortel où des inconnus et des criminels s'entre-tuent. Le meurtre est devenu un concept de divertissement, ce qui ne choque personne sauf un développeur de jeux vidéos raté, Miles (Daniel Radcliffe), qui, sur le forum de l'émission, insulte violemment ses nombreux spectateurs. Mais ses critiques ne sont pas passées inaperçues et, chez lui, il est aussitôt agressé et drogué par les organisateurs du jeu de massacres.
Lorsqu'il se réveille, il se retrouve avec des armes vissées aux mains. Il est désormais candidat de Skizm et il est contraint d'assassiner la redoutable tueuse de l'émission, Nix (Samara Weaving). S'il ne la tue pas dans les 24 heures, elle le tuera avant lui. D'autant plus qu'il se voit obligé de le faire pour sauver son ex-petite amie, Nova (Natasha Liu Bordizzo), kidnappée par le leader de Skizm, Riktor (Ned Dennehy). Filmé par des drones, regardé par des millions de spectateurs et traqué par Nix, Miles tente de la convaincre de se retourner ensemble contre ce programme populaire sur Internet. Mais la jeune psychopathe ne semble pas disposée à se laisser convaincre avant que Miles lui prouve que Riktor a assassiné sa famille.

## Fiche technique
- Titre original et français : Guns Akimbo
- Réalisation et scénario : Jason Lei Howden
- Photographie : Stefan Ciupek
- Montage : Luke Haigh et Zaz Montana
- Musique : Enis Rotthoff
- Producteurs : Felipe Marino, Joe Neurauter et Tom Hern
- Sociétés de production : Saban Films, New Zealand Film Commission, Ingenious, The Electric Shadow Company, Altitude Film Entertainment et Occupant Entertainment
- Société de distribution : Saban Films (États-Unis) ; Madman Entertainment (Nouvelle-Zélande) ; Altitude Film Entertainment (Royaume-Uni)
- Pays d'origine :  Nouvelle-Zélande,  Royaume-Uni,  Allemagne
- Langue originale : anglais
- Format : couleur
- Genre : action, comédie
- Durée : 95 minutes
- Dates de sortie :
  - Canada : 9 septembre 2019 (Festival international du film de Toronto)
  - États-Unis : 28 février 2020
  - Nouvelle-Zélande : 5 mars 2020
  - France : 23 mars 2020 (sur Amazon Prime Video)

## Distribution
- Daniel Radcliffe (VF : Hugo Brunswick) : Miles
- Samara Weaving (VF : Adeline Chetail) : Nix
- Natasha Liu Bordizzo (VF : Geneviève Doang) : Nova
- Ned Dennehy (VF : Bruno Magne) : Riktor
- Grant Bowler (VF : Éric Aubrahn) : Degraves
- Edwin Wright (VF : Vincent Bonnasseau) : Stanton
- Rhys Darby (VF : Vincent Ropion) : Glenjamin
- Mattias Inwood : Skizm Goon #6
- Milo Cawthorne (en) (VF : Anatole Thibaut) : Hadley
- Richard Knowles (VF : Fabrice Lelyon) : Zander
- Mark Rowley (en) : Dane
- Racheal Ofori : Effie
- Colin Moy : Clive
- Hanako Footman (en) : Ruby
- Set Sjöstrand (sv) : Fuckface
- J.David Hinze : CNN Anchor
- Jack Riddiford : Shadwell